# Кузьмичёв, Илья Александрович
Илья Александрович Кузьмичёв (10 января 1988, Ленинград, СССР) — российский футболист, нападающий.

## Биография
Воспитанник ДЮФК «Северный пресс-Балтика». После выпуска из футбольной школы играл на любительском уровне в первенстве Санкт-Петербурга и чемпионате Ленинградской области. В 2009 году подписал свой первый профессиональный контракт с костромским «Спартаком». В новом клубе Кузьмичёв сразу стал игроком основы и за два года в команде отыграл более 60 матчей в первенстве ПФЛ. В 2011 году перешёл в «Псков-747», за который также провёл два сезона в ПФЛ. Летом 2013 года подписал контракт с клубом «Тосно», который дебютировал на профессиональном уровне. По ходу сезона дошёл с командой до 1/4 финала Кубка России, обыграв на пути «Урал» и московский «Спартак», а также стал победителем зоны ПФЛ «Запад», добившись выхода в ФНЛ. Тем не менее, по окончании сезона Кузьмичёв покинул «Тосно» и подписал контракт с другим новичком ФНЛ дзержинским «Химиком», где провёл один сезон и занял с командой 17 (из 18) место в лиге. После ухода из «Химика» летом 2015 года, вернулся в ПФЛ, где подписал контракт с клубом «Химки». В первом же сезоне с клубом стал победителем зоны «Запад» и перешёл в ФНЛ, где выступал за команду ещё полтора года.
В январе 2018 года перешёл в «Томь». С января по июнь 2019 года являлся футболистом калининградской «Балтики». С июля 2019 года до лета 2020 года был игроком клуба «СКА-Хабаровск». Осень 2020 года провёл в ставропольском «Динамо». С декабря 2020 года по январь 2021 года выступал за любительский клуб «Авангард» СПб.
26 января 2021 года перешёл в клуб ПФЛ «Ленинградец». 1 апреля 2021 года дебютировал в стартовом составе в матче против клуба «Луки-Энергия» и забил первый гол. 24 июня 2021 года стало известно, что Кузьмичёв покидает команду, вскоре подписал контракт с клубом «Саранск».

## Достижения
«Тосно»
- Победитель первенства ПФЛ (зона «Запад»): 2013/2014

«Химки»
- Победитель первенства ПФЛ (зона «Запад»): 2015/2016